# Стопорне кільце

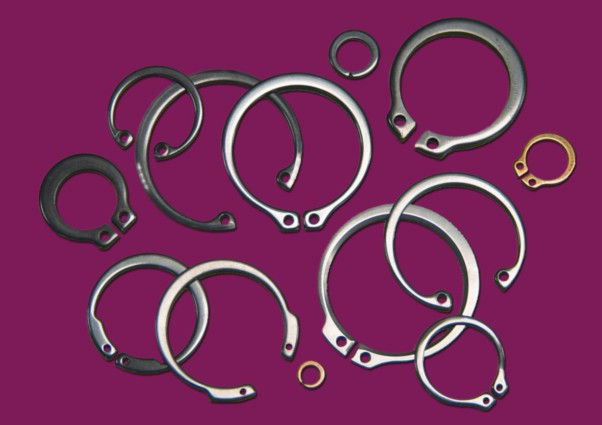
Стопорні кільця осьового монтажу в асортименті

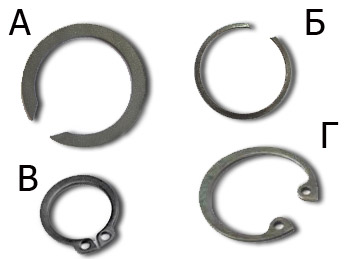
Види стандартизованих стопорних кілець осьового монтажу:
А) ДСТУ ГОСТ 13940:2008 (DIN471);
Б) ДСТУ ГОСТ 13941:2008 (DIN472);
В) ДСТУ ГОСТ 13942:2008 (DIN471);
Г) ДСТУ ГОСТ 13943:2008 (DIN472)

Сто́порне кільце́ (англ. retaining ring) або пружи́нне упо́рне кільце́ — незамкнуте кільце (розрізана шайба), виготовлене зазвичай з пружного металевого матеріалу і призначене для фіксації деталей та вузлів на валу або в отворі. Стопорні кільця часто використовують для фіксації підшипників кочення. Монтуються стопорні кільця у пази (рівці, проточки), так, що частина яка виступає виконує функцію обмежувача, фіксуючи деталь на монтажному місці. Стопорні кільця найчастіше виготовляють з вуглецевої сталі, неіржавної сталі або берилієвої міді (берилієвої бронзи).

## Види стопорних кілець
За способом встановлення стопорні кільця бувають осьового та радіального монтажу.
За місцем монтажу стопорні кільця осьового монтажу бувають зовнішніми для фіксації деталей на валу і внутрішніми для монтажу механізмів в отворі.
Виготовляються стопорні кільця радіального монтажу за
- ДСТУ ГОСТ 13940:2008[2], ДСТУ ГОСТ 13942:2008[3], DIN 471:2011[4] — для фіксації на валу.
- ДСТУ ГОСТ 13941:2008[5]., ДСТУ ГОСТ 13943:2008[6], DIN 472:2011[7] — для фіксації в отворі.

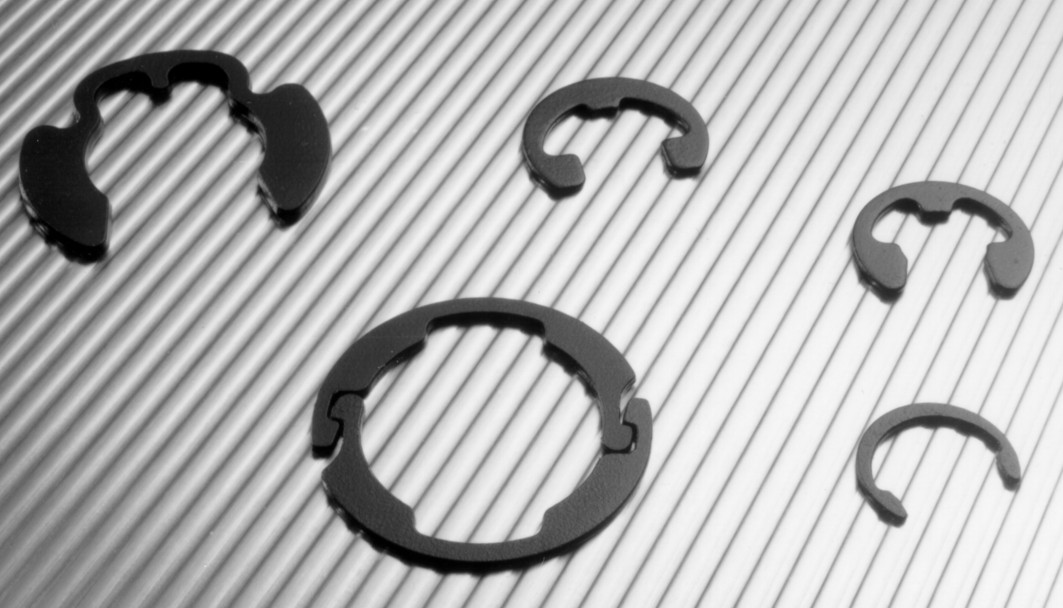
Стопорні кліпси та кільця радіального монтажу

Стопорні кільця радіального монтажу виготовляються у вигляді кліпсів (англ. e-ring, e-clips) і застосовуються для монтажу на валах або у вигляді самозамикальних кілець для внутрішнього та зовнішнього монтажу, демонтаж яких без руйнування самих кілець зробити неможливо.
Стопорні кільця виготовляють найчастіше зі сталей марок 65Г, 60С2А, 40Х13 та інших пружинних сталей. Переріз стандартних кілець є прямокутним, що дає можливість виготовляти їх зі стрічки або листа пружинної сталі. Зустрічаються кільця з круглого або овального за перетином дроту відповідно до стандартів або креслень.
Відрізняються кільця й за видом антикорозійного покриття, яке обирається залежно від виду робочого середовища:
- хімічне оксидування промаслюванням (хім. окс. прм.);
- цинкування;
- кадміювання;
- фосфатування.

## Монтаж стопорних кілець

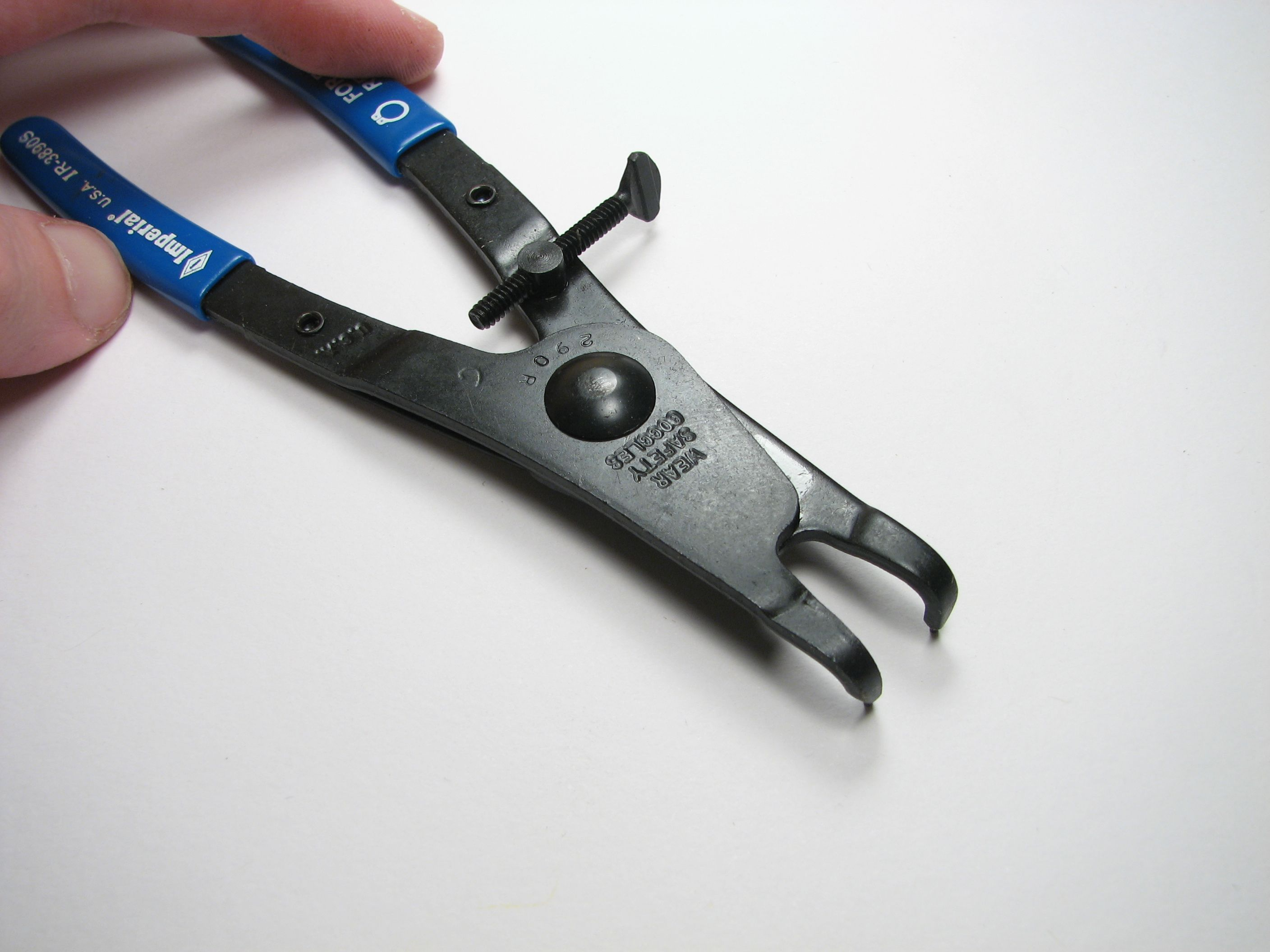
Інструмент для монтування (демонтування) стопорних кілець

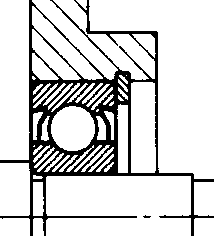
Підшипниковий вузол (розріз) з фіксацією підшипника стопорним кільцем

Стопорні кільця монтуються або знімаються за допомогою спеціального інструменту — щипців (знімача), це стосується кілець які мають монтажні отвори, що виготовлені за ДСТУ ГОСТ 13942:2008 або міжнародним аналогом DIN 471, ДСТУ ГОСТ 13943:2008 або міжнародним аналогом DIN 472. Кільця за ДСТУ ГОСТ 13940:2008 та ДСТУ ГОСТ 13941:2008, зазвичай на малих розмірах не мають монтажних отворів, вони монтуються і демонтуються за допомогою звичайної викрутки. Для великих розмірів від Ø50 мм включно, за стандартами передбачені монтажні отвори.

## Функції стопорних кілець
Основні переваги стопорних кілець:
- забезпечення надійної фіксації від осьових переміщень деталей на валу або в отворі;
- забезпечення довговічності механізмів та вузлів в умовах неперервної роботи;
- зручність для демонтажу у випадку ремонту чи обслуговування механізмів.